# Domenico Promis

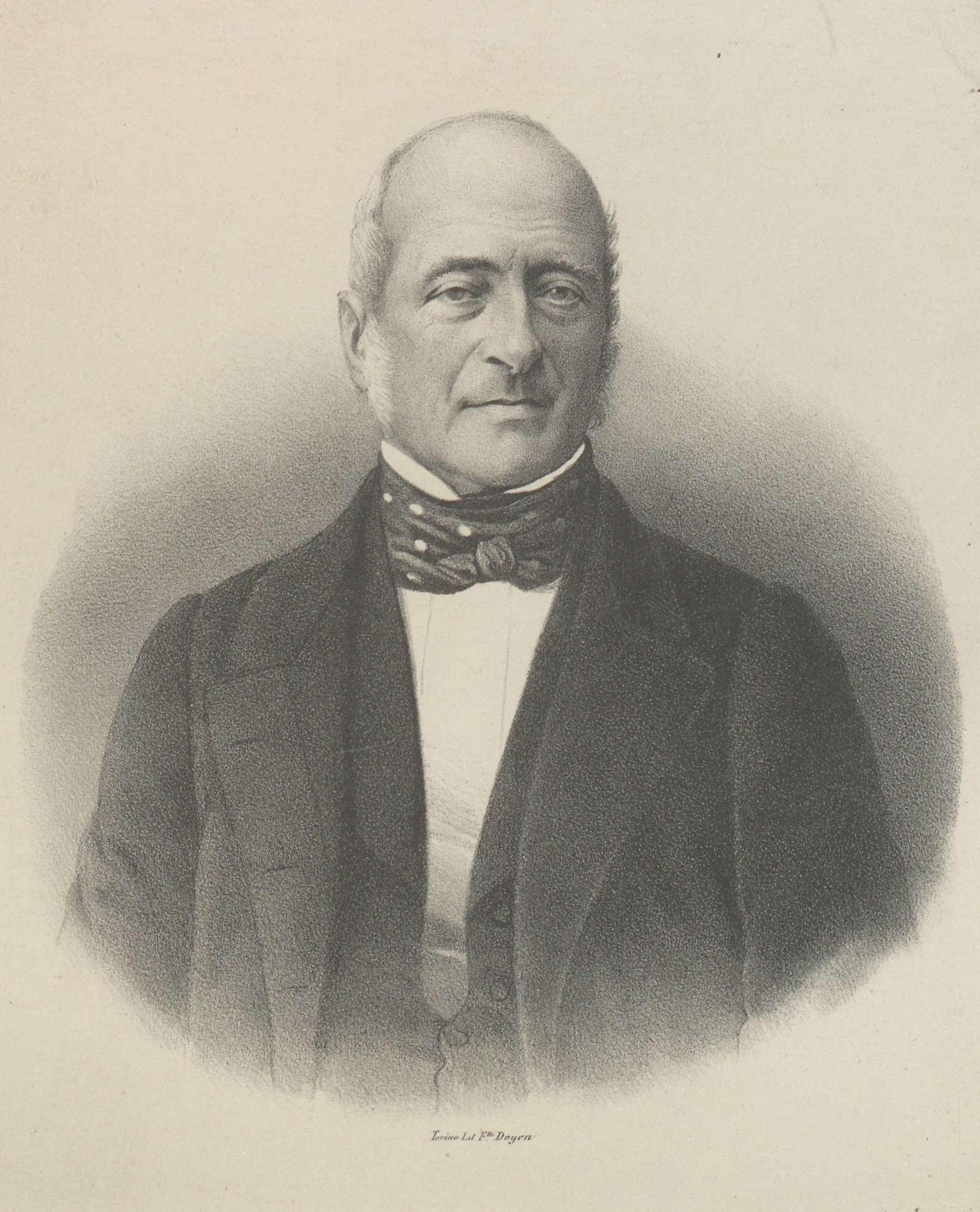
Domenico Promis, 1852

Domenico Casimiro Promis, född den 4 mars 1804 i Turin, död där den 6 februari 1874, var en italiensk numismatiker. Han var bror till Carlo Promis och far till Vincenzo Promis.
Promis, som var bibliotekarie vid Kungliga biblioteket i sin hemstad, författade flera arbeten i mynt- och sigillvetenskap.